# 波赫丹尼夫卡 (馬希夫卡市鎮)
49°30′0″N 34°57′34″E / 49.50000°N 34.95944°E
波赫丹尼夫卡（烏克蘭語：Богданівка），是烏克蘭的村落，位於該國中部波爾塔瓦州，由波爾塔瓦區的馬希夫卡市鎮負責管轄，距離科什馬尼夫卡1.5公里，面積0.54平方公里，海拔高度121米，2001年人口88。